# Duván Zapata
Pour les articles homonymes, voir Zapata.
Duván Zapata, né le 1er avril 1991 à Cali (Colombie), est un footballeur international colombien. Il joue au poste d'avant-centre au Torino FC.

## Carrière en club

### América Cali
Zapata a commencé sa carrière pour les équipes juniors du club colombien América de Cali. Il a rapidement été promu dans l'équipe première en 2008 où il a fait ses débuts professionnels. Au fil du temps, il se fait une place de titulaire indiscutable.
Le 13 février 2011, Zapata marque son premier but avec l'América de Cali en Copa Libertadores lors d'une victoire 3-2 face au Deportivo Pereira. Après avoir participé à l'équipe colombienne qui a disputé la Coupe du monde des - de 20 ans en 2011, Zapata quitte son club formateur pour aller en Argentine, dans le club Estudiantes de La Plata.

### Estudiantes
En janvier 2011, Zapata s'engage à l'Estudiantes. Dès son premier match, Zapata marque un but à l'occasion d'un match face à Belgrano (victoire 3-2). Au cours de sa première année avec l'Estudiantes, Zapata aura occasionnellement fait des apparitions avec leur équipe réserve. Malgré cela, il a quand même réussi à marquer 4 buts en 8 matchs dans la Clausura Torneo 2012. Cette année-là, à la fois dans l'Apertura et Clasura, Zapata a marqué 5 buts en ayant joué 11 matchs. Pendant l'été 2012, l'Estudiantes a acheté la moitié des droits d'inscription de Zapata qui appartenait à l'América de Cali.
Lors de la saison 2012-2013, il s'impose réellement comme un joueur clé de son équipe et devient indispensable à son club. Il termine sa seconde saison en Argentine avec, toutes compétitions confondues, 16 buts en 33 matchs. C'est grâce à cette saison qu'il parvient à attirer des gros clubs d'Europe.
En juillet 2013, Zapata recevra même une offre de 7 millions d'euros de la part du club anglais de West Ham. L'offre sera refusée par le club, qui estime qu'il vaut au moins 10 millions d'euros. Plus tard, le club aura d'autre offres, dont celle du SSC Naples qui sera accepté malgré le faible prix du transfert. L'Estudiantes aura été le club qui a permis à Duvan Zapata de s'élever et se faire connaitre au plus haut niveau.

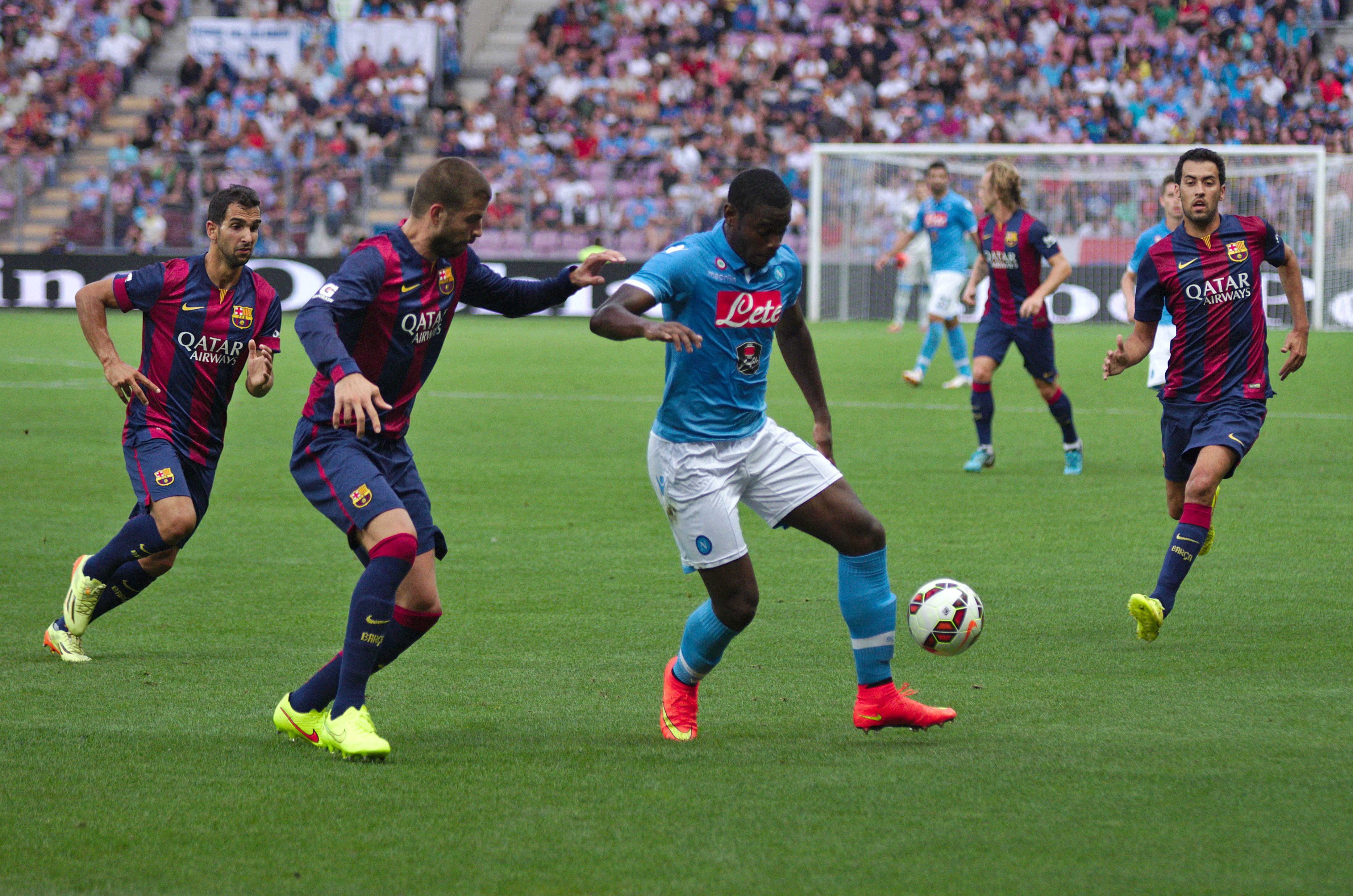
Duván Zapata lors d'un match amical face au FC Barcelone.

### SSC Naples
Le 25 août 2013, Zapata s'engage au SSC Naples pour 4 ans, en échange d'un montant de 7,5 millions d'euros. Le 28 septembre 2013, il fait ses débuts lors d'un match de Série A, contre le Genoa CFC (victoire 2-0). Le 22 octobre 2013, il marque son premier but en Ligue des champions face à l'Olympique de Marseille. Le match sera remporté 2-1. Sa première saison en Italie est prometteuse, avec 7 buts en 22 matchs toutes compétitions confondues.
Lors de la saison 2014/2015, Zapata est en manque de temps de jeu. C'est la raison pour laquelle il souhaitera être prêté à un autre club. Il aura à son compteur 31 matchs joués (dont 11 titulaires) et 8 buts marqués. Il est par la suite prêté à l'Udinese.

### Prêt à l'Udinese
Le 6 juillet 2015, Duvan Zapata est prêté 2 années à l'Udinese pour un montant de 1,6 million d'euros. Le 23 août 2015, Zapata fait ses débuts en Série A lors d'un match face au champion d'Italie, la Juventus Turin (victoire 0-1). Le 19 septembre 2015, il marque son premier but sous ses nouvelles couleurs à l'occasion d'un match qui oppose l'Udinese face à l'Empoli FC. Son but n’empêchera pas la défaite de son équipe 1-2. Il marquera deux autres buts lors des deux journées suivantes, d'abord face au Milan AC (défaite 2-3), puis face au Bologne FC (victoire 1-2).

### Atalanta Bergame
Le 20 janvier 2019, au stade Stirpe, Duvàn Zapata est auteur de quatre buts face à Frosinone Calcio dans la victoire 0-5 et se hisse à la tête du classement des buteurs avec l’Atalanta Bergame.

## Carrière internationale
En 2011, Zapata est sélectionné pour participer à la Coupe du monde des moins de 20 ans 2011, qui se déroule dans son pays, en Colombie. Il débutera dans la compétition lors d'un match de groupe face à la France remporté sur le score de 4-1. Zapata jouera seulement 3 minutes dans ce match. À la suite de la qualification de son équipe en huitièmes de finale, il jouera dans son second match de la compétition lors d'un match face au Costa Rica. Il sera une nouvelle fois remplaçant mais obtiendra tout de même 23 minutes de jeu. La Colombie l’emportera sur le score de 3-2 grâce à un penalty de James Rodríguez à la dernière minute du match. Il est titularisé pour la première fois dans la compétition lors du match suivant face au Mexique en 1/4 de final. Il jouera 84 minutes avant d’être remplacé. Malheureusement, les Colombiens sont éliminés logiquement à la suite de ce match perdu sur le score de 3-1.
En mai 2018, José Pékerman inscrit son nom dans une liste provisoire de 35 joueurs pour la Coupe du monde 2018, mais, en juin 2018, Zapata ne figure pas dans la liste finale des 23 joueurs.

## Statistiques
| Saison                | Club                    | Championnat              | Championnat | Championnat | Championnat | Coupe(s) nationale(s) | Coupe(s) nationale(s) | Coupe(s) nationale(s) | Supercoupe | Supercoupe | Supercoupe | Compétition(s) continentale(s) | Compétition(s) continentale(s) | Compétition(s) continentale(s) | Compétition(s) continentale(s) | Total | Total | Total |
| Saison                | Club                    | Division                 | M.          | B.          | P.d.        | M.                    | B.                    | P.d.                  | M.         | B.         | P.d.       | Comp.                          | M.                             | B.                             | P.d.                           | M.    | B.    | P.d.  |
| 2008                  | América Cali            | Categoría Primera A (en) | 14          | 0           | 0           | -                     | -                     | -                     | -          | -          | -          | -                              | -                              | -                              | -                              | 14    | 0     | 0     |
| 2009                  | América Cali            | Categoría Primera A      | 6           | 0           | 0           | -                     | -                     | -                     | -          | -          | -          | -                              | -                              | -                              | -                              | 6     | 0     | 0     |
| 2010                  | América Cali            | Categoría Primera A (en) | 19          | 2           | 1           | -                     | -                     | -                     | -          | -          | -          | -                              | -                              | -                              | -                              | 19    | 2     | 1     |
| 2011                  | América Cali            | Categoría Primera A (en) | 13          | 5           | 1           | 2                     | 1                     | 0                     | -          | -          | -          | -                              | -                              | -                              | -                              | 15    | 6     | 1     |
| Sous-total            | Sous-total              | Sous-total               | 52          | 7           | 2           | 2                     | 1                     | 0                     | -          | -          | -          | -                              | -                              | -                              | -                              | 54    | 8     | 2     |
| 2011-2012             | Estudiantes de la Plata | Primera División (en)    | 11          | 5           | 0           | -                     | -                     | -                     | -          | -          | -          | -                              | -                              | -                              | -                              | 11    | 5     | 0     |
| 2012-2013             | Estudiantes de la Plata | Primera División         | 31          | 13          | 1           | 2                     | 3                     | 0                     | -          | -          | -          | -                              | -                              | -                              | -                              | 33    | 16    | 1     |
| 2013-2014             | Estudiantes de la Plata | Primera División         | 2           | 1           | 0           | -                     | -                     | -                     | -          | -          | -          | -                              | -                              | -                              | -                              | 2     | 1     | 0     |
| Sous-total            | Sous-total              | Sous-total               | 44          | 19          | 1           | 2                     | 3                     | 0                     | -          | -          | -          | -                              | -                              | -                              | -                              | 46    | 22    | 1     |
| 2013-2014             | SSC Naples              | Serie A                  | 16          | 5           | 2           | 1                     | 0                     | 0                     | -          | -          | -          | C1+C3                          | 3+2                            | 1+1                            | 0+0                            | 22    | 7     | 2     |
| 2014-2015             | SSC Naples              | Serie A                  | 21          | 6           | 1           | 1                     | 0                     | 1                     | -          | -          | -          | C1+C3                          | 1+8                            | 0+2                            | 0+1                            | 31    | 8     | 3     |
| Sous-total            | Sous-total              | Sous-total               | 37          | 11          | 3           | 2                     | 0                     | 1                     | -          | -          | -          | -                              | 14                             | 4                              | 1                              | 53    | 15    | 5     |
| 2015-2016             | Udinese Calcio (prêt)   | Serie A                  | 25          | 8           | 3           | 1                     | 0                     | 0                     | -          | -          | -          | -                              | -                              | -                              | -                              | 26    | 8     | 3     |
| 2016-2017             | Udinese Calcio (prêt)   | Serie A                  | 38          | 10          | 5           | 1                     | 1                     | 0                     | -          | -          | -          | -                              | -                              | -                              | -                              | 39    | 11    | 5     |
| Sous-total            | Sous-total              | Sous-total               | 63          | 18          | 8           | 2                     | 1                     | 0                     | -          | -          | -          | -                              | -                              | -                              | -                              | 65    | 19    | 8     |
| 2017-2018             | UC Sampdoria (prêt)     | Serie A                  | 31          | 11          | 4           | 1                     | 0                     | 0                     | -          | -          | -          | -                              | -                              | -                              | -                              | 32    | 11    | 4     |
| Sous-total            | Sous-total              | Sous-total               | 31          | 11          | 4           | 1                     | 0                     | 0                     | -          | -          | -          | -                              | 0                              | 0                              | 0                              | 32    | 11    | 4     |
| 2018-2019             | Atalanta Bergame (prêt) | Serie A                  | 37          | 23          | 7           | 5                     | 3                     | 1                     | -          | -          | -          | C3                             | 6                              | 2                              | 0                              | 48    | 28    | 8     |
| 2019-2020             | Atalanta Bergame        | Serie A                  | 28          | 18          | 6           | -                     | -                     | -                     | -          | -          | -          | C1                             | 5                              | 1                              | 1                              | 33    | 19    | 7     |
| 2020-2021             | Atalanta Bergame        | Serie A                  | 37          | 15          | 9           | 4                     | 1                     | 2                     | -          | -          | -          | C1                             | 8                              | 3                              | 1                              | 49    | 19    | 12    |
| 2021-2022             | Atalanta Bergame        | Serie A                  | 24          | 10          | 4           | 0                     | 0                     | 0                     | -          | -          | -          | C1+C3                          | 6+2                            | 3                              | 3                              | 32    | 13    | 7     |
| 2022-2023             | Atalanta Bergame        | Serie A                  | 25          | 2           | 2           | 2                     | 0                     | 2                     | -          | -          | -          | -                              | -                              | -                              | -                              | 27    | 2     | 4     |
| 2023-2024             | Atalanta Bergame        | Serie A                  | 2           | 1           | 0           | 0                     | 0                     | 0                     | -          | -          | -          | C3                             | -                              | -                              | -                              | 2     | 1     | 0     |
| Sous-total            | Sous-total              | Sous-total               | 153         | 69          | 28          | 11                    | 4                     | 5                     | -          | -          | -          | -                              | 27                             | 9                              | 5                              | 191   | 82    | 38    |
| 2023-2024             | Torino FC (prêt)        | Serie A                  | 35          | 12          | 4           | 1                     | 0                     | 0                     | -          | -          | -          | -                              | -                              | -                              | -                              | 36    | 12    | 4     |
| 2024-2025             | Torino FC               | Serie A                  | 7           | 3           | 0           | 2                     | 1                     | 0                     | -          | -          | -          | -                              | -                              | -                              | -                              | 9     | 4     | 0     |
| Sous-total            | Sous-total              | Sous-total               | 41          | 15          | 4           | 3                     | 1                     | 0                     | -          | -          | -          | -                              | 0                              | 0                              | 0                              | 44    | 16    | 4     |
| Total sur la carrière | Total sur la carrière   | Total sur la carrière    | 421         | 150         | 50          | 19                    | 6                     | 5                     | 0          | 0          | 0          | -                              | 41                             | 13                             | 6                              | 481   | 169   | 61    |

## Palmarès

### En club
| América de Cali - Tournoi de clôture du championnat de Colombie - Vainqueur en 2008 |  | SSC Naples - Coupe d'Italie - Vainqueur en 2014 - Supercoupe d'Italie - Vainqueur en 2014 |

### En sélection
| Colombie -20 ans - Tournoi de Toulon - Vainqueur en 2011 |

### Distinctions personnelles
- Membre de l'Équipe de l'année du championnat d'Italie (en) en 2019 (en)[19]